# Écône

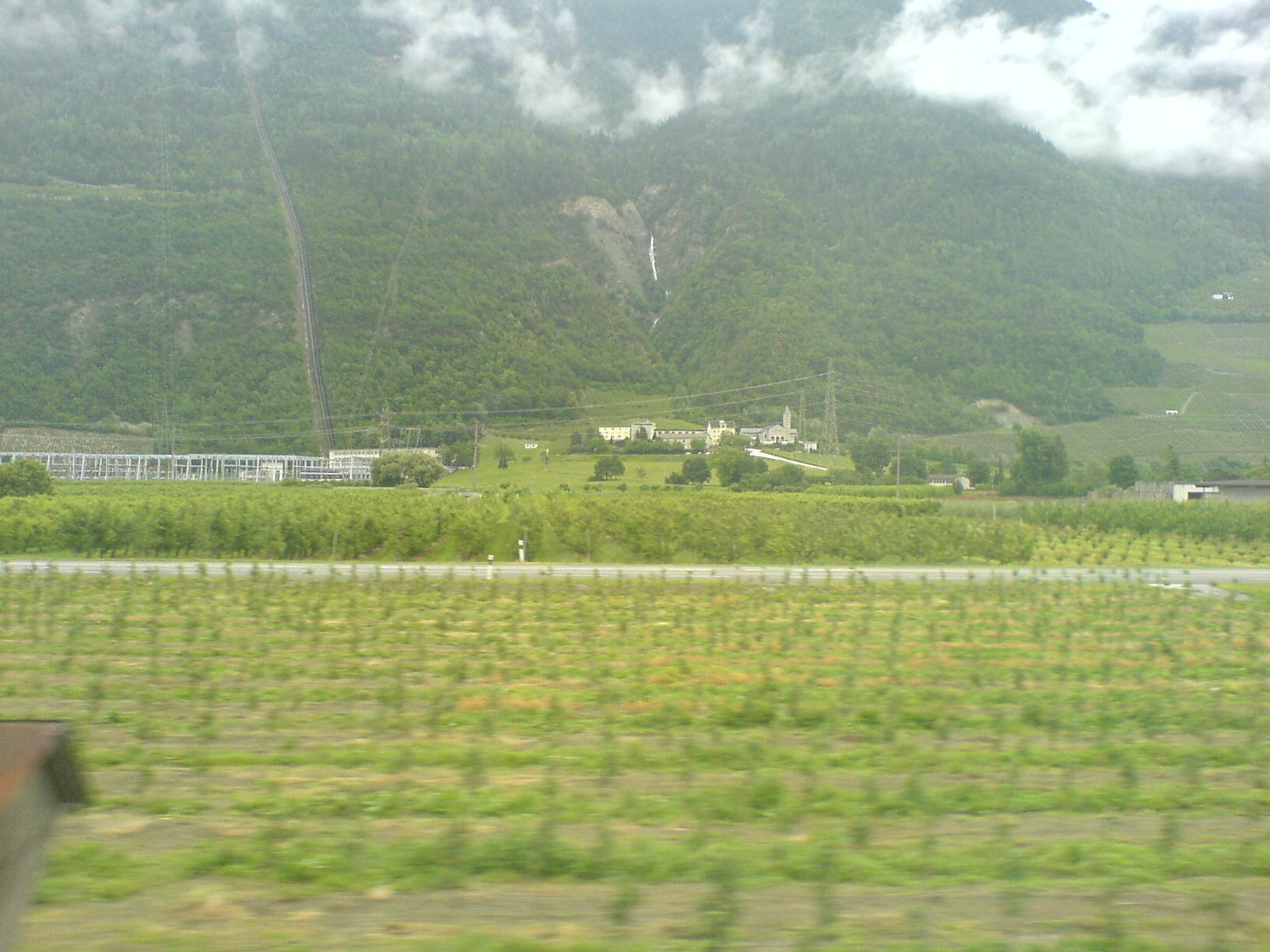
Vista de Écône.

Écône es un núcleo urbano suizo de la comuna de Riddes, del distrito de Martigny en el cantón de Valais.Se halla enclavado entre las poblaciones de Saxon y Riddes y en la parte suiza de los Alpes Peninos o valesanos.
Es donde en 1970 el arzobispo Marcel Lefebvre fundó el Seminario Internacional San Pío X. El seminario es una de las seis casas de formación que posee la Hermandad (HSSPX), pero el nombre se usa a veces para referirse al movimiento fundado por monseñor Lefebvre. De hecho, en Suiza, cuando se habla de "Écône" se suele evocar a la Hermandad San Pío X en su conjunto, más que al seminario o a la aldea.
46°09′23.04″N 7°12′23.92″E / 46.1564000, 7.2066444